# جوسی جی
 جردن مایکل هیوستن سوم (به انگلیسی: Jordan Michael Houston III) (متولد ۵ آوریل ۱۹۷۵) که با نام جوسی جی شناخته می‌شود، رپر، ترانه سرا و تهیه‌کننده موسیقی اهل ممفیس آمریکا است.